# Mracenik, Plovdiv
Mracenik (în bulgară Мраченик) este un sat în comuna Karlovo, regiunea Plovdiv,  Bulgaria. 

## Demografie
Componența etnică a satului Mracenik
     Bulgari (97,97%)
     Nicio identificare (2,02%)
     Altele (0%)
La recensământul din 2011, populația satului Mracenik era de 99 locuitori. Din punct de vedere etnic, majoritatea locuitorilor (97,97%) erau bulgari. Pentru 2,02% din locuitori nu este cunoscută apartenența etnică.